# Марсель-Сен-Бартелеми
Марсе́ль-Сен-Бартелеми́ (фр. Marseille-Saint-Barthélemy) — кантон во Франции, находится в регионе Прованс — Альпы — Лазурный Берег, департамент Буш-дю-Рон. Входит в состав округа Марсель.
Код INSEE кантона — 1345. В кантон Марсель-Сен-Бартелеми входит часть коммуны Марсель.
Население кантона на 2008 год составляло 41 488 человек.

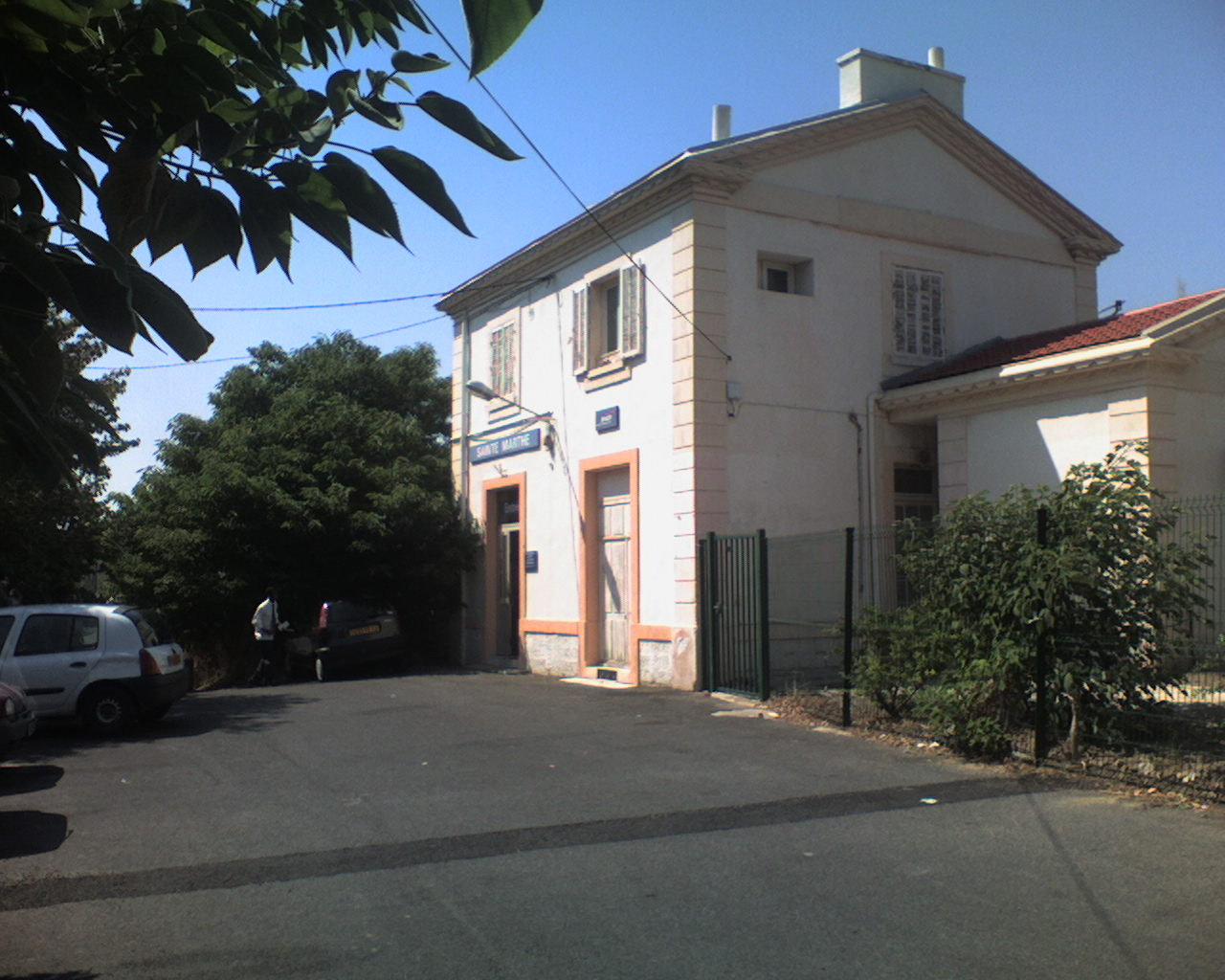
Вокзал Сент-Март